# Вале (кантон)
Вижте пояснителната страница за други значения на Вале.
Валé (на френски: Valais) или Ва́лис (на немски: Wallis) е двуезичен кантон в Швейцария. Административен център е град Сион.
Има площ от 5224,25 кв. км. Населението му се състои от 312 684 жители към октомври 2011 г. От тях 62,8 % са френскоезични, а 28,4 % са немскоезични; официалени езици са немският и френският. От населението на кантона 57 061 души (около 19,1 %) са с чуждо гражданство по данни от 2007 г. От жителите в кантона около 81 % са католици, а 6 % са протестанти към 2000 г.